# Parmotrema naonii
Parmotrema naonii är en lavart som beskrevs av Elix. Parmotrema naonii ingår i släktet Parmotrema och familjen Parmeliaceae.   Inga underarter finns listade i Catalogue of Life.